# Thuburnica
Thuburnica (łac. Diocesis Thuburnicensis) – stolica historycznej diecezji we Cesarstwie rzymskim w prowincji Afryka Prokonsularna, sufragania metropolii Kartagina. Współcześnie w Tunezji. Obecnie katolickie biskupstwo tytularne.

## Biskupi tytularni
| Lp. | Biskup                    | Funkcja                                 | Od                   | Do                   |
| --- | ------------------------- | --------------------------------------- | -------------------- | -------------------- |
| 1   | Attilio Beltramino        | wikariusz apostolski Iringi (Tanzania)  | 8 stycznia 1948      | 25 marca 1953        |
| 2   | Cyprien Tourel            | biskup pomocniczy Montpellier (Francja) | 4 lutego 1955        | 24 lutego 1958       |
| 3   | Heinrich Tenhumberg       | biskup pomocniczy Münster (Niemcy)      | 28 maja 1958         | 7 lipca 1969         |
| 4   | Barthélémy Malunga        | biskup pomocniczy Kamina (Zair)         | 24 lipca 1969        | 11 marca 1971        |
| 5   | Matthias N’Gartéri Mayadi | biskup pomocniczy Sarh (Czad)           | 28 października 1985 | 7 marca 1987         |
| 6   | José Saraiva Martins      | urzędnik Kuria Rzymskiej                | 26 maja 1988         | 21 lutego 2001       |
| 7   | Christopher Cardone       | biskup pomocniczy Gizo (Wyspy Salomona) | 27 marca 2001        | 19 października 2004 |
| 8   | José Leopoldo González    | biskup pomocniczy Guadalajary (Meksyk)  | 15 listopada 2005    | 19 marca 2015        |
| 9   | Rolf Steinhäuser          | biskup pomocniczy Kolonii (Niemcy)      | 11 grudnia 2015      |                      |